# Minecraft: Фільм
«Minecraft: Фільм» (англ. A Minecraft Movie) — американський пригодницький фільм режисера Джареда Гесса, сценаристів Кріса Бовмана і Габбела Палмера з Джейсоном Момоа, Джеком Блеком, Еммою Маєрс, Даніель Брукс, Себастьяном Юджином Гансеном і Дженніфер Кулідж у головних ролях. Фільм знятий за мотивами Minecraft — відеогри 2011 року від Mojang Studios. Спільне виробництво фільму здійснювали Legendary Pictures, Mojang та Vertigo Entertainment, а дистриб'ютором став Warner Bros. Pictures. Прем'єра фільму в Україні відбулася 3 квітня 2025 року.
Фільм оповідає про групу невдах, які раптово потрапляють до світу гри Minecraft і повинні виконати низку завдань, аби врятувати його і повернутися додому.

## Сюжет
Стів — офісний працівник, невдоволений своєю роботою. Одного разу він пригадує свою дитячу мрію стати шахтарем і вирушає нарешті здійснити її. Тепер, ставши дорослим, він спускається до шахти і знаходить дві чарівні речі: Сферу Домінування (яка насправді кубічна) та Земний кристал. При поєднанні вони створюють портал, який переносить Стіва у Верхній світ, де все складається з кубів. Він будує дім, приручає місцевого вовка Деніса та створює різноманітні витвори з кубічних блоків. Одного разу Стів натрапляє на портал у пекельний світ під назвою Незер, де немає «ані радості, ані креативу». Незер населений свиньми (піґлінами), якими править свиня-чаклунка Малґоша, жадібна до золота. Вона ув'язнює Стіва з Денісом, а Сферу планує використати для завоювання світу людей. Стів відправляє вовка до себе додому, де той ховає Сферу під ліжком.
Через деякий час чемпіон відеоігор 1980-х років Ґаррет «Сміттяр» Ґаррісон керує крамницею ретро-відеоігор, але бізнес іде погано. При цьому він роздає різні поради як досягти успіху. Ґаррет відвідує аукціон, де розпродають речі зниклого безвісти Стіва. Сподіваючись знайти там рідкісну гру, Ґаррет знаходить Сферу Домінування та Кристал Землі.
Брат і сестра Генрі та Наталі переїжджають до міста Чаґлас після смерті матері. Вони зустрічають Дон, агентку з нерухомості, яка паралельно хоче відкрити контактний зоопарк. Генрі відвідує крамницю Ґаррета, який дає хлопцеві декілька наївних порад як досягти успіху. Пішовши до місцевої школи, Генрі випадково руйнує статую на картопляній фабриці (куди прийшла влаштовуватися його сестра), випробовуючи власноруч складений реактивний ранець. Щоб уникнути неприємностей, він підкупляє Ґаррета, аби той вдав з себе дядька Генрі. Потім, у крамниці, хлопець поєднує Сферу та Кристал, які ведуть його з Ґарретом до шахти. Наталі хвилюється і телефонує Дон, яка вгадує місцезнаходження Генрі. Усі четверо зрештою входять у портал і прибувають у Верхній світ. Малґоша дізнається про повернення Сфери та звільняє Стіва, обіцяючи в обмін на Сферу звільнити Деніса.
Коли настає ніч, Генрі, Ґаррет, Дон і Наталі зазнають нападу скелетів. Генрі починає розуміти логіку Верхнього світу і будує дерев'яну фортецю. Намагаючись врятуватися від зомбі, Ґаррет випадково розбиває Кристал Землі й портал додому зникає. З наближенням світанку з'являється Стів, щоб врятувати всіх, і каже, що новий Кристал можна знайти у Лісовому маєтку. Група вирушає до села, де Стів має хатину з припасами. Ґаррет постійно критикує Стіва, вважаючи, що вміє майструвати краще за нього. Генрі демонструє винахідливість, конструюючи гармату. Тим часом один селянин встиг потрапити до світу людей. Його випадково збиває вчителька Генрі, Марлін, та починає фліртувати з ним.
Село атакують свині. Стів, Ґаррет і Генрі ледве втікають, скориставшись змайстрованими крилами, але Наталі та Дон відділяються і виявляють Деніса. Стів розповідає як Малґоша була осміяна на конкурсі танців і відтоді зненавиділа будь-яку креативність. Ґаррет пропонує Стіву обміняти Сферу на алмази. Вони подорожують до печери з алмазами, але їх оточують кріпери. Коли до печери вривається Великий Кабан, посланий Малгошею, він підривається кріперами. Генрі звинувачує Ґаррета, що це він втягнув усіх у небезпечну пригоду задля алмазів. Ґаррет визнає, що він невдаха.
Прибувши до маєтку, Стів і Ґаррет намагаються відвернути увагу охоронців. Генрі потрапляє під вплив ендермена та стикається зі своїм найбільшим страхом — що всі вважатимуть його невдахою. Хлопець пересилює страх, добуває Кристал Землі, і Перлину Ендера для телепортації (одну Ґаррет змарнував у селі). Малгоша повертається з новим Великим Кабаном, відбирає Сферу з Кристалом і підриває міст до маєтку. Стів і Генрі втрачають Сферу, але тікають, завдяки Ґаррету, який лишився прикрити їхній відступ. Обоє отямлюються в будиночку, який збудували Дон і Наталі. Стів возз'єднується з Денісом.
Малґоша використовує Сферу, щоб відкрити портал у Незер, закрити сонце хмарою темряви та повести армію свиней у Верхній світ аби добути більше золота. Стів, Генрі, Дон і Наталі створюють арсенал зброї та армію залізних ґолемів, які протистоять свиням. Генрі кидає перлину Ендера, щоб телепортуватися до Кристала. З його доторком портал закривається, сонце повертається і знищує свиней. Генрі у вільному падінні ловить Ґаррет, який вижив на мосту, скориставшись його ідеєю. Стів каже Малгоші, що створити щось завжди важче, ніж зруйнувати, тому ті, хто створюють — завжди сильніші. Малґоша намагається двічі вбити Стіва ножем, але обидва рази невдало, і лишається ослаблена під сонцем. Потім Стів пропонує Генрі лишитися в Верхньому світі, але хлопець вирішує повернутися з Ґарретом, Дон і Наталі. Стів визнає Ґаррета героєм і, натхненний словами Наталі, вирушає до світу людей аби творити й там.
Група повертається до Чагласа, де вони створюють успішну відеогру Block City Battle Buddies. Дон відкриває свій зоопарк із Денісом, Наталі починає вести уроки самооборони, Генрі закінчує свій реактивний ранець, а Стів і Ґаррет керують ігровим магазином. У сцені після титрів Стів повертається до свого старого будинку в реальному світі, щоб повернути майно, яке він залишив на горищі. Він знайомиться з новою мешканкою, жінкою, на ім'я Алекс. Марлін запрошує селянина до себе додому, коли несподівано повертається її колишній чоловік.

## Акторський склад
- Джейсон Момоа — Ґаррет «Сміттяр» Ґаррісон
- Джек Блек — Стів[6]
- Емма Маєрс — Наталі[7]
- Даніель Брукс — Дон[8]
- Себастьян Юджин Гансен — Генрі[8]
- Дженніфер Кулідж — Марлін[9]
- Кейт Маккінон[10]
- Джемейн Клемент[10]

## Український дубляж
- Студія: Постмодерн[11].
- Перекладач — Олеся Запісочна
- Режисер дубляжу — Катерина Брайковська
- Музичний редактор — Тетяна Піроженко
- Звукорежисер — Андрій Желуденко
- Координатор проєкту — Юлія Кузьменко

Роль дублювання:
- Стів — Володимир Плахов
- Ґаррет — Сергій Кияшко
- Генрі — Данііл Педченко
- Наталі — Галина Дубок
- Дон — Вікторія Тишкевич
- Малґоша — Віталіна Біблів
- Марлін — Олена Бліннікова
- Деріл — Роман Молодій
- Ґанчі — Дмитро Завадський
- Чанґас — Олександр Погребняк

А також: Олег Лепенець, Євген Пашин, Дмитро Сова, Денис Сай, Роман Солошенко, Юлія Воскобойнік, Марія Мартинова та інші
Вокал та хор: Олексій Шпортько, Сергій Юрченко, Валентина Скорнякова, Маргарита Мелешко, Володимир Трач, Сергій Кияшко

## Російський дубляж
Українська студія CinemaSound Production (тобто — Tretyakoff Production) продублювала фільм російською. У повідомленні зазначили, що фільми кінокомпанії Warner Bros., дублювали не в країни-агресора, а в країнах СНД та Балтії (для російськомовної аудиторії). Однак, студія Постмодерн (яка дублює фільми від самої кінокомпанії), повідомила, що більше не співпрацюватиме з акторами, які дублюють російськомовний контент (включно з студією Tretyakoff Production).

## Сприйняття
Агрегатор рецензій Rotten Tomatoes вказує, що позитивно фільм сприйняли 47 % критиків, давши йому середню оцінку 5/10. На Metacritic середньозважена оцінка склала 46 зі 100, вказуючи на «змішані або посередні» рецензії.
Оуен Глейберман у Variety виніс вердикт, що подекуди фільм відповідає духу гри, але він не такий гарний, як «Супербрати Маріо» чи «Підземелля і дракони: Честь злодіїв». Фільм про Minecraft — це лише химерна, жвава комедія з присмаком 1980-х, хоча гру створено лише в 2011 році.
Згідно з Емі Ніколсон у Los Angeles Times, фільм, як і гра, заснований на хвилюванні від відкриттів. Погляд Гесса на Minecraft — це, по суті, версія «Чарівника країни Оз», де четверо знайомих із штату Айдахо помилково потрапляють у Верхній світ і благають бородатого чарівника допомогти повернутися додому. Гумор здебільшого тримається на обізнаності Стіва та нубстві Ґаррета, проголошуючи, що креативність є ключем до виживання. І фільм цікавий рівно доти, поки дія відбувається в піксельному світі Minecraft.
Денис Федорук на ITC.ua писав «Minecraft: Фільм» як примітивне та сумбурне розважальне кіно для дітей. В ньому відчувається замало жаги до креативності, а значно більше — бажання заробити на популярному бренді. Ця екранізація гри використовує сюжет про легковажні пригоди малоймовірної компанії різношерстих персонажів, як і інші екранізації. Але крім героїв Момоа та Блека, інші персонажі ніяк себе не проявляють. За рівнем виконання фільм приблизно як «Пікселі» з Адамом Сендлером, але «Minecraft: Фільм» марно оцінювати серйозно, бо він сам не намагається бути серйозним.

## Касові збори
За підсумками першого вікенду показів, «Minecraft: Фільм» випередив «Братів Супер Маріо в кіно». Збори склали $301 млн, що зробило його найуспішнішим фільмом вікенду на основі відеогри.